# Ecloga
L'Ecloga è un complesso normativo redatto da Leone III Isaurico tra il 726 ed il 741. È un compendio di norme tratte dalle Institutiones, dai Digesta, dal Codex e dalle Novellae Constitutiones di Giustiniano, ma, a differenza di queste, non è più scritto in latino ma in lingua greca. A quest'epoca, infatti, buona parte della popolazione dell'impero bizantino non era più in grado di comprendere il latino. L'opera è composta da 150 capitoletti, intessuta anche di consuetudini bizantine. 
Tale opera ebbe molta importanza soprattutto nell'estremo mezzogiorno d'Italia, trasfusa nel Prochiron legum, e ne conservò il ricordo a lungo.
Si tratta di un codice, che intendeva coprire l'intera vita giuridica, ma a fare la parte del leone è il diritto penale. In questo campo furono introdotte norme di provenienza orientale, come quelle del taglio della lingua, delle mani o dell'accecamento. D'altra parte i diritti dei bambini e delle donne venivano ampliati.